# Merosargus ethelia
Merosargus ethelia är en tvåvingeart som beskrevs av Charles Howard Curran 1932. Merosargus ethelia ingår i släktet Merosargus och familjen vapenflugor.
Artens utbredningsområde är Panama. Inga underarter finns listade i Catalogue of Life.